# Janjaem Suwannapheng
Janjaem Suwannapheng (født 2000) er en thailandsk bokser.
Hun repræsenterede Thailand ved sommer-OL 2024 i Paris , hvor hun tog bronze i weltervægtskategorien.